# Урьяды
Урьяды (баш. Уръяҙы) — деревня в Мишкинском районе Республики Башкортостан Российской Федерации. Административный центр Урьядинского сельсовета.

## География

### Географическое положение
Расстояние до:
- районного центра (Мишкино): 17 км,
- ближайшей ж/д станции (Загородная): 139 км.

## История
По ревизии 1859 года в деревне 188 жителей относилось к категории башкиро-вотчинников и 774 жителя — к мещерякам.

## Население
| 2002 | 2009 | 2010 |
| ---- | ---- | ---- |
| 264  | ↘249 | ↘221 |

### Национальный состав
Согласно переписи 2002 года, преобладающие национальности — татары (67 %), башкиры (29 %).